# Rosa davidii
Rosa davidii là loài thực vật có hoa trong họ Hoa hồng. Loài này được Crép. miêu tả khoa học đầu tiên năm 1874.

## Hình ảnh

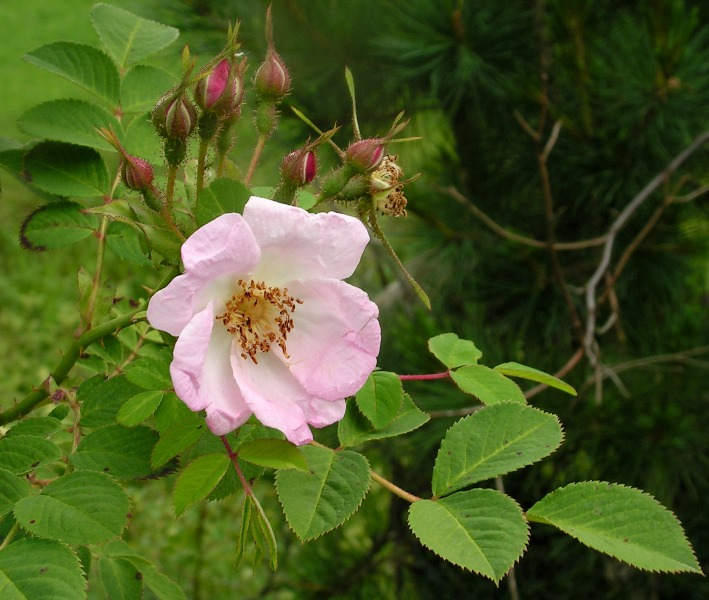